# Arne Gadd (politiker)
Per Emil Arne Gadd, född 6 september 1932 i Hedemora, död 7 april 2012 i Uppsala. Han var en svensk revisionsdirektör och socialdemokratisk politiker.
Gadd var ledamot av andra kammaren 1969–1970 och därefter av enkammarriksdagen till 1989, invald i Uppsala läns valkrets. Han ingick på 70-talet i den grundlagsberedning som lade fram 1974 års förslag till regeringsform, och företrädde socialdemokraterna i en stor del av utredningarna kring forskning och högre utbildning. Han var ordförande i finansutskottet 1982-88 och för Riksdagens revisorer 1988-89. Han var styrelsemedlem i apoteksbolaget och var under 1980-talet en pionjär för att propagera för generikaförskrivning inom läkemedelsbranschen, vilket under denna tid var mycket kontroversiellt.